# 1382 Gerti
1382 Gerti је астероид главног астероидног појаса са средњом удаљеношћу од Сунца која износи 2,219 астрономских јединица (АЈ).
Апсолутна магнитуда астероида је 12,2 а геометријски албедо 0,077.